# Église Saint-Memmie de Coupéville
L'église de Coupéville est dédiée à Memmie de Châlons et se situe en Champagne-Ardenne.

## Présentation
L'église dédiée à saint Memmie, date de la fin du XIIe siècle. Elle possède un porche champenois et un nombreux mobilier classé ; elle-même est classée au titre des monuments historiques.

## Mobilier
Une statue de Madeleine du XVe siècle en pierre polychrome, une autre d'Anne datant du XVIe siècle qui est aussi en pierre. Un maître-autel avec son tabernacle, son retable, son dais d'autel forme un ensemble classé  du XVIIe siècle.
Un autel possède une statue en bois de Memmie qui est classée avec une poutre de gloire en fer forgé.